# Spythko, tua virtus meritis coniuncta priori
Spythko, tua virtus meritis coniuncta priori – polski średniowieczny wiersz po łacinie prawdopodobnie ku czci Spytka Melsztyńskiego (zm. ok. 1503), pochodzący z XV wieku.
W opracowaniach utwór znany jest też jako Wiersz ku czci Spytka z Melsztyna. Autorem utworu mógł być bernardyn Jan z Jarosławia. Wiersz napisany jest heksametrem, nie zawsze jednak poprawnym (być może z winy kopisty).
Utwór zawiera przede wszystkim pochwałę rodu Melsztyńskich herbu Leliwa. Sam Spytko wspomniany jest tylko na początku i końcu tekstu. Autor sławi cnotę i zasługi bohatera. Mówiąc o jego przodkach, traktuje ich chwałę jako dar zesłany przez Boga, poruszonego wielką miłością przodków ku cnocie. Dalsza część utworu stanowi nawiązanie do kompozycji stemmatów, traktując symbolicznie elementy herbu Leliwa – gwiazda sławy rodu lśni na niebie między rogami księżyca. Nawiązania antyczne w wierszu (Olimp, muzy) świadczą o przenikaniu do poezji motywów renesansowych.